# Brian Rodríguez
Paul Brian Rodríguez Bravo (ur. 20 maja 2000 w Tranqueras) – urugwajski piłkarz występujący na pozycji skrzydłowego, zawodnik meksykańskiego Club América. Od 2019 reprezentant Urugwaju.

## Życiorys
Wychowanek CA Peñarol.

### Kariera klubowa
1 stycznia 2018 podpisał kontrakt z urugwajskim klubem CA Peñarol. W Primera División Uruguaya zadebiutował 28 marca 2018 na stadionie Estadio Campeón del Siglo (Bañados de Carrasco, Montevideo) w zremisowanym 1:1 meczu przeciwko Danubio FC, w 67 minucie został zmieniony przez Giovanniego Gonzáleza. Pierwszego gola w Primera División Uruguaya strzelił 24 maja 2018 w wygranym 3:0 spotkaniu przeciwko Boston River.
7 sierpnia 2019 amerykański klub Los Angeles FC poinformował o podpisaniu kontraktu z Brianem Rodríguezem. W Major League Soccer zadebiutował 26 sierpnia 2018 na stadionie Banc of California Stadium (Los Angeles, Kalifornia) w zremisowanym 3:3 meczu przeciwko Los Angeles Galaxy, zmieniając w 61 minucie Carlosa Velę.

### Kariera reprezentacyjna
Reprezentant Urugwaju w kategoriach U-17 i U-20.
W seniorskiej reprezentacji Urugwaju zadebiutował 7 września 2019 na stadionie Narodowym Kostaryki (San José, Kostaryka) w wygranym 2:1 meczu towarzyskim przeciwko Kostaryce.